# Ternstroemia candolleana
Ternstroemia candolleana är en tvåhjärtbladig växtart som beskrevs av Heinrich Wawra. Ternstroemia candolleana ingår i släktet Ternstroemia och familjen Pentaphylacaceae. Inga underarter finns listade i Catalogue of Life.